# Iwaki
Iwaki (jap. いわき市 Iwaki-shi) – miasto w Japonii, w prefekturze Fukushima, we wschodniej części wyspy Honsiu, port nad Oceanem Spokojnym. Ma powierzchnię 1 232,26 km². W 2020 r. mieszkało w nim 332 931 osób, w 141 074 gospodarstwach domowych  (w 2010 r. 342 249 osób, w 128 480 gospodarstwach domowych) .
W mieście rozwinął się przemysł chemiczny, maszynowy, metalowy oraz drzewny.